# Pyrenostigme siparunae
Pyrenostigme siparunae är en svampart som beskrevs av Syd. 1926. Pyrenostigme siparunae ingår i släktet Pyrenostigme, klassen Dothideomycetes, divisionen sporsäcksvampar och riket svampar.   Inga underarter finns listade i Catalogue of Life.